# Supaul
Supaul là một thành phố và khu đô thị của quận Supaul thuộc bang Bihar, Ấn Độ.

## Địa lý
Supaul có vị trí 25°56′B 86°15′Đ / 25,93°B 86,25°Đ Nó có độ cao trung bình là 34 mét (111 feet).

## Nhân khẩu
Theo điều tra dân số năm 2001 của Ấn Độ, Supaul có dân số 54.020 người. Phái nam chiếm 53% tổng số dân và phái nữ chiếm 47%. Supaul có tỷ lệ 49% biết đọc biết viết, thấp hơn tỷ lệ trung bình toàn quốc là 59,5%: tỷ lệ cho phái nam là 59%, và tỷ lệ cho phái nữ là 38%. Tại Supaul, 18% dân số nhỏ hơn 6 tuổi.